# Хиросимский трамвай

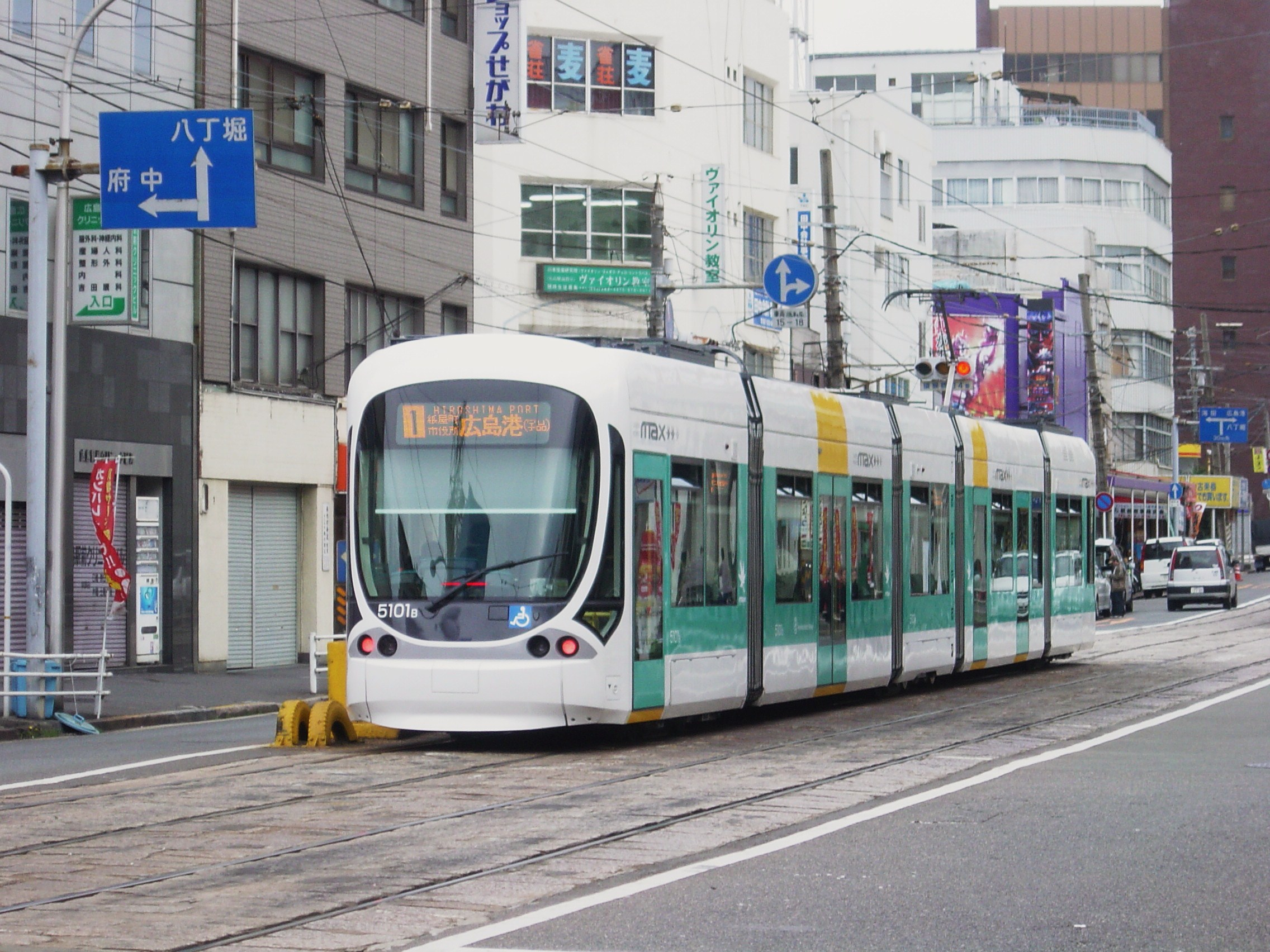
Так называемый Green Mover Max — самый современный представитель трамвайного парка Хиросимы

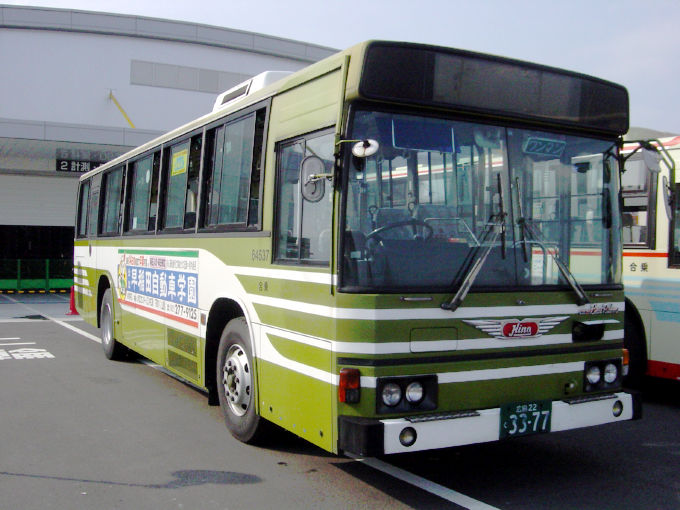
Автобус, который также эксплуатируется компанией Hiroshima Electric Railway Co., Ltd. (広島電鉄株式会社)

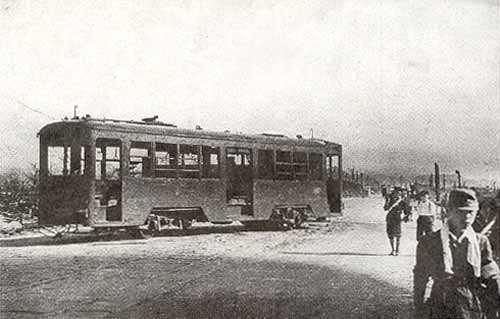
Трамвайный вагон № 651 после атомной бомбардировки 9 августа 1945 года

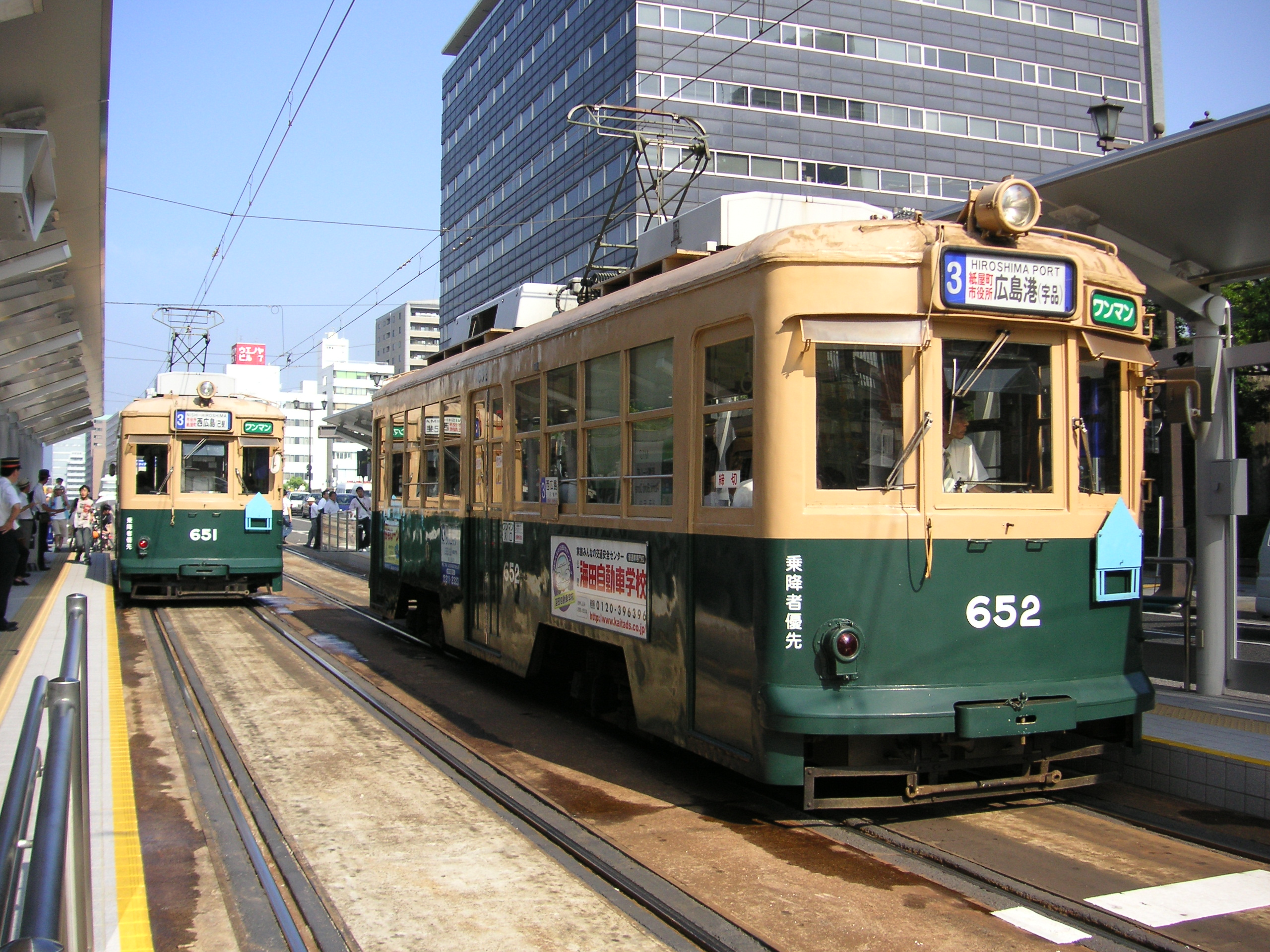
Переживший атомную бомбардировку вагон № 651 (слева) и однотипный вагон № 652. Фото 2006 года, оба вагона продолжают использоваться до сих пор

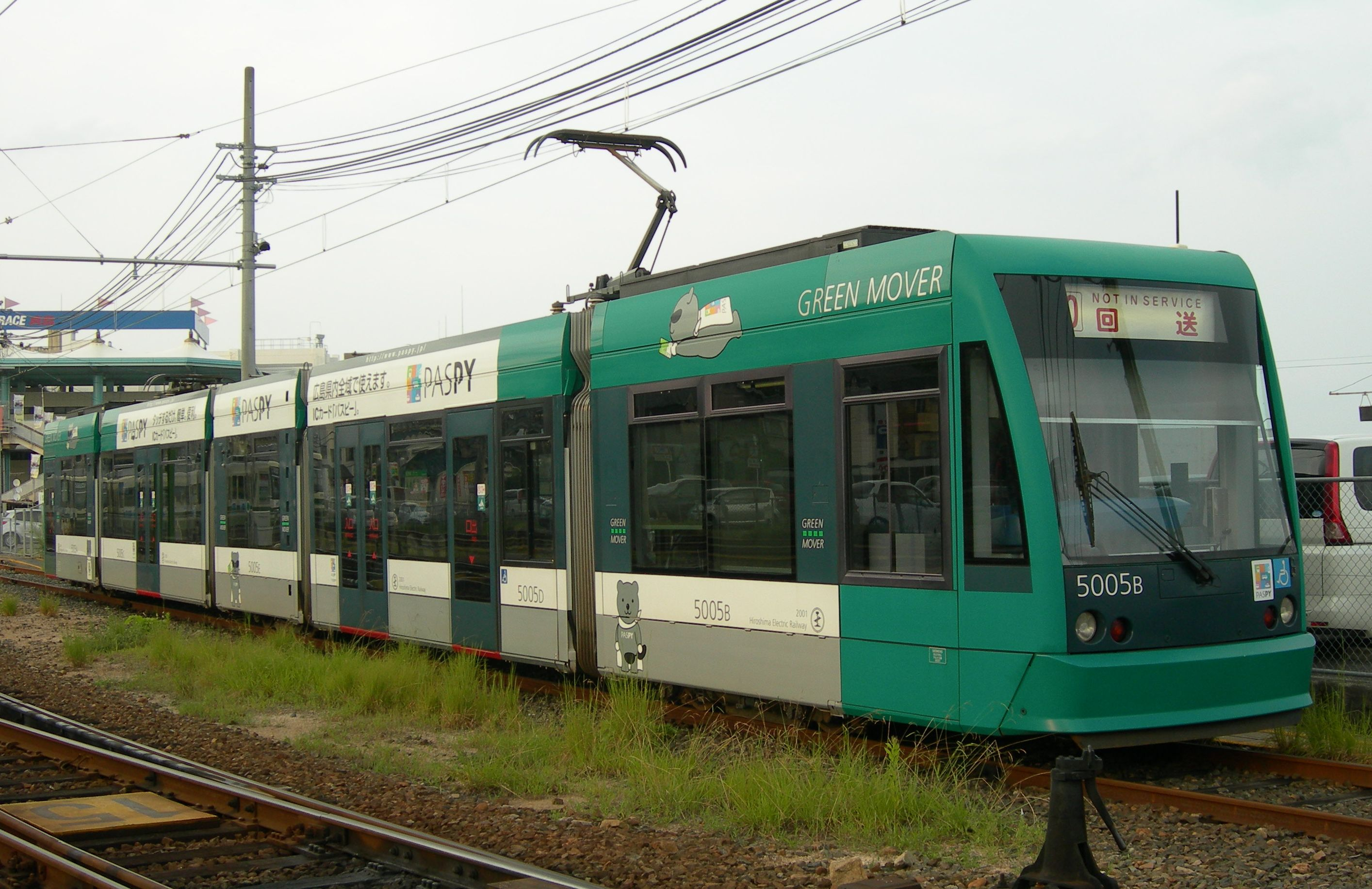
Трамвай на линии Miyajima (宮島線), юридически имеющей статус железной дороги

Хиросимский трамвай — вид общественного транспорта в японском городе Хиросима. Хиросимская трамвайная система была открыта в 1910 году и пережила атомную бомбардировку.
Систему трамвая Хиросимы эксплуатирует компания Hiroshima Electric Railway Co., Ltd. (広島電鉄株式会社), в разговорной речи известная как Hiroden (広電). Она же эксплуатирует городскую автобусную сеть.
Сеть трамвая Хиросимы состоит из шести городских линий и линии Miyajima (宮島線), которая формально имеет статус железной дороги.
Трамвайная сеть Хиросимы отличается большим разнообразием подвижного состава. Здесь одновременно используются современные сочлененные составы, и архаичные довоенные вагоны. Поэтому трамвайную систему Хиросимы нередко называют действующим музеем. Некоторые из трамваев, переживших атомную бомбардировку, были восстановлены и используются до сих пор.